# Aenictus hamifer
Aenictus hamifer é uma espécie de formiga do gênero Aenictus.